# Training autogeno
Il training autogeno (TA) è una tecnica di rilassamento di interesse psicofisiologico, usata in ambito clinico nella gestione dello stress e delle emozioni, e nei disturbi psicosomatici. Viene impiegata anche in altri ambiti quali lo sport e, in generale, in tutte quelle situazioni che richiedono il raggiungimento di un alto livello di concentrazione mentale.
Il TA venne sviluppato negli anni trenta da Johannes Heinrich Schultz, psichiatra tedesco. I suoi studi avevano come precedenti quelli sull'ipnosi, in particolare di Oskar Vogt, del quale Schultz fu allievo.

## Principi d'azione
Il training autogeno è una tecnica di rilassamento basata sulla correlazione tra stati psichici (in particolare le emozioni) e aspetti somatici dell'individuo. Ogni esperienza viene mediata, infatti, dal soma: attraverso questo si può accedere, usando una sorta di "corsia preferenziale", all'origine dell'esperienza stessa. Le emozioni sono il risultato di un complesso insieme di modifiche che coinvolgono sistema nervoso periferico, sistema nervoso centrale, ormonale e più in generale, neuroendocrino. L'attribuzione cognitiva (ad esempio un'emozione vissuta come piacevole o spiacevole), riguardante la neocorteccia, risulta verificarsi secondariamente. Oltre ad una predisposizione genetica, l'assetto, ovvero l'equilibrio, tra aspetti prevalentemente somatici ed aspetti di natura principalmente cognitiva (risultanti dall'interazione con l'ambiente fisico e sociale) determina il tipo di risposta che ognuno avrà rispetto all'ambiente stesso durante lo sviluppo.
Indurre volontariamente – a livello corporeo – delle risposte tipiche degli stati di quiete di un soggetto, da una parte, si ripercuote sull'autopercezione – a livello cognitivo – della propria condizione emozionale; dall'altra, produce una risposta somatica coerente con l'induzione stessa. In pratica, la modifica dell'assetto psicofisiologico del soggetto si inserisce in un processo che si autodetermina ('autogeno' appunto) partendo dal soma per arrivare alla psiche per tornare al soma e così via. Il Training Autogeno, come dimostra la letteratura scientifica, non è una tecnica basata sulla suggestione. Le modifiche che si producono con un adeguato allenamento hanno carattere di stabilità e costanza nel tempo: fattori, questi, assenti sia nella suggestione in senso generale che nella suggestione ipnotica (la quale proprio per questo incontra talvolta notevoli limitazioni nella sua applicazione). Inoltre, le onde cerebrali misurate tramite esame EEG nei soggetti durante lo svolgimento del TA differiscono in modo significativo sia da quelle prodotte durante il sonno che da quelle emergenti sotto ipnosi.
La differenza, pertanto, tra questa tecnica e le altre tecniche di rilassamento (o la meditazione) risiede proprio nei correlati fisiologici, rilevabili con mezzi obiettivi, legati a una effettiva e stabile modifica a livello neurofisiologico producente, a sua volta, una modifica nella risposta emozionale che un soggetto ha rispetto a un evento di natura stressante.
Il TA viene praticato, frequentemente, con intenti psicoterapeutici in tutti quei casi dove l'aspetto emozionale è centrale. Questa tecnica possiede, infatti, una intrinseca capacità di favorire "associazioni" significative, rispetto ad eventi traumatici considerati minori, dimenticati o, frequentemente, "rimossi". Il termine training significa allenamento; infatti è solo allenandosi che si riesce ad ottenere una modifica reale e non immaginaria nel complesso assetto alla base della risposta emozionale.
La pratica del training autogeno ha tra le sue finalità un maggior controllo dello stress, dell'ansia, una riduzione generale della tensione emotiva e il recupero delle energie, anche grazie a un ridimensionamento spontaneo delle emozioni negative "allegate" a determinati vissuti. Questa tecnica, tuttavia, non è indicata per chiunque: non è adatta a coloro che dovessero trovarsi in una condizione depressiva importante (non riuscirebbero a raggiungere il livello minimo di concentrazione necessaria) ed è fortemente controindicata in caso di psicosi. Nel disturbo bipolare dell'umore può provocare una condizione di disagio in alcuni casi grave, nei casi di dissociazione può essere del tutto inutile o dannosa, dove vi siano segni di scissione della personalità può accentuarne i sintomi.
Il training autogeno è utile inoltre nella cura di ansia, insonnia, emicrania, asma, ipertensione, attacchi di panico e in tutte quelle patologie dove l'aspetto psicosomatico sia rilevante. Ma il TA ha un ruolo positivo anche in molti altri contesti: in particolare, per atleti e sportivi in genere, in quanto favorisce il recupero di energie, permettendo una migliore gestione delle proprie risorse. Migliora inoltre la concentrazione e contribuisce al conseguimento di alte prestazioni. È importante sapere che, nel training autogeno, il rilassamento non è la cosa principale, ma è un "effetto collaterale" del mutato equilibrio psicofisico.

## Esercizi
Gli esercizi si attuano in una di queste tre posizioni a scelta: posizione sdraiata, in poltrona e del cocchiere a cassetta.
La prima, ideale per i principianti, va assunta rilassando le braccia lungo il corpo, flettendo lievemente i gomiti, sollevando leggermente la testa e distendendo le gambe lasciando che i piedi cadano verso l’esterno. La seconda, invece, prevede l’utilizzo dei braccioli e dello schienale di una poltrona per sostenere rispettivamente le braccia e il capo. La terza, poco adatta ai principianti, si ottiene sedendosi su uno sgabello o su una panca, incurvando la schiena e con le braccia penzoloni. 
Molto importante risulta anche la respirazione diaframmatica, la quale deve funzionare in maniera progressivamente più automatica e quindi meno controllata. 
Importante, nel training autogeno,  il processo secondo cui ogni fenomeno corporeo non viene forzato, ma avviene spontaneamente da sé.
Gli esercizi sono di due tipi: "basilari" e "complementari".
I basilari sono:
- esercizio della pesantezza: produce uno stato di distensione muscolare (di rilassamento dei muscoli striati e lisci);
- esercizio del calore: produce una vasodilatazione periferica con conseguente aumento del flusso sanguigno.

 I complementari sono:
- esercizio del cuore: agisce sulla funzionalità cardiaca e consolida lo stato di rilassamento ottenuto;
- esercizio del respiro;
- esercizio del plesso solare;
- esercizio della fronte fresca.

La sequenza sopra esposta è quella indicata da Schultz.
Questi esercizi vanno appresi per ordine, sotto la guida di psicologi o professionisti della relazione d'aiuto specificamente formati (come tutti i tipi di procedure di rilassamento psicofisiologico). Lo scopo della guida è quello di mettere il soggetto in grado di eseguire il training da solo. Per imparare al completo la sequenza degli esercizi, occorrono in media circa 6 mesi e una applicazione giornaliera costante. L'apprendimento da autodidatti per quanto possibile è sconsigliato, costituendo il T.A. un insieme di tecniche dirette alla modulazione psicofisiologica di processi neurovegetativi.